# Синьялы (Вурнарский район)
Синья́лы (чув. Ҫӗньял) — деревня в Вурнарском районе Чувашской Республики. Входит в состав Калининского сельского поселения.

## География
Находится в центральной части Чувашии, на расстоянии приблизительно 16 км на северо-запад по прямой от районного центра посёлка Вурнары у республиканской автодороги.

## История
Известна с 1795 года как выселок села Покровское или Норусово (ныне Калинино) с 25 дворами. В 1858 году учтено было 58 жителей, в 1897 году 179 жителей. В 1926 году был учтён 41 двор и 231 житель. В 1939 было отмечено 278 жителей, в 1979 — 283. В 2002 году было 77 дворов, в 2010 — 65 домохозяйств. В 1930 году был образован колхоз «Крупская», в 2010 действовал СХПК «Правда».

## Население
| 2010 | 2012 |
| ---- | ---- |
| 174  | ↗236 |

Постоянное население составляло 217 человек (чуваши 96 %) в 2002 году, 174 — в 2010.

## Известные уроженцы, жители
Кошкин, Исак Фёдорович — советский хозяйственный деятель.